# Teofil Karol Maresch
Teofil Karol Maresch, poljski general, * 1. avgust 1888, † 18. oktober 1972.